# منجبي رمادي الوجنات
منجبي رمادي الوجنات (الاسم العلمي: Lophocebus albigena) (بالإنجليزية: Gray-cheeked mangabey)‏ هو نوع من الحيوانات يتبع جنس السعدان المنجبي المتوج من فصيلة سعادين العالم القديم.